# Paragonia cruraria
Paragonia cruraria là một loài bướm đêm trong họ Geometridae.